# Distretti della Mongolia

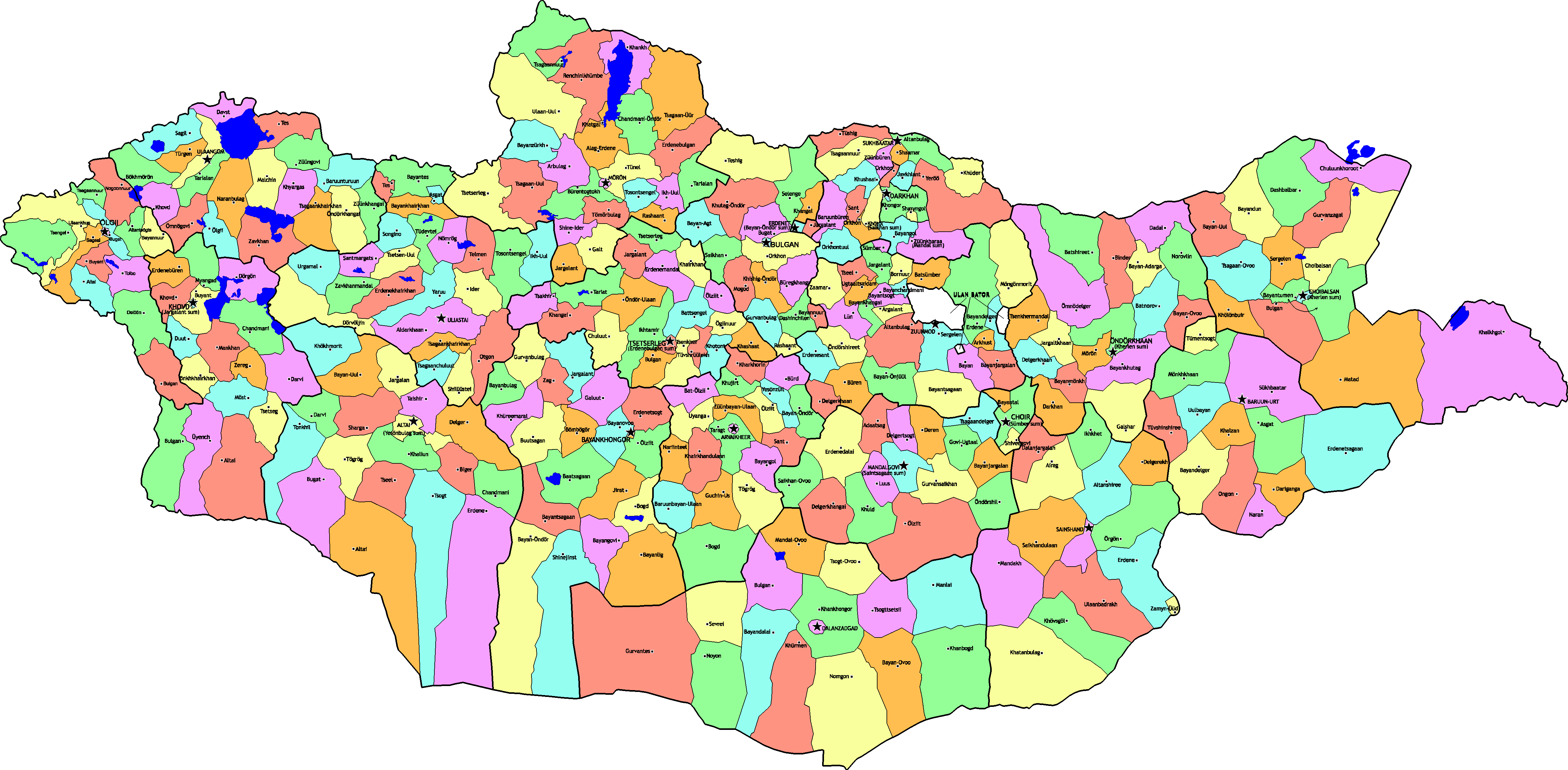
Mappa di tutti i sum mongoli

I distretti della Mongolia (sum, in lingua mongola сум) rappresentano il secondo livello amministrativo negli enti locali del Paese dopo quello delle province.
Le 21 province della Mongolia sono suddivise in 331 distretti. Ogni distretto è a sua volta suddiviso in bags (traducibile come "brigate"), molti dei quali hanno solo natura circostanziale in quanto inabitati o comunque abitati da insediamenti umani di tipo nomade e non permanente.
Ufficialmente, e occasionalmente sulle mappe, molte sedi di distretto (centri sum) portano un nome diverso da quello del distretto. Tuttavia, per praticità, la sede distrettuale (centro sum) è più spesso indicata con il nome del distretto, al punto che il nome ufficiale della sede distrettuale è talvolta sconosciuta anche ai locali.

## Lista
Provincia dell'Arhangaj
- Distretto di Batcėngėl
- Distretto di Bulgan
- Distretto di Cahir
- Distretto di Cėcėrlėg
- Distretto di Cėnhėr
- Distretto di Čuluut
- Distretto di Ėrdėnėbulgan
- Distretto di Ėrdėnėmandal
- Distretto di Hajrhan
- Distretto di Hangaj
- Distretto di Hašaat
- Distretto di Hotont
- Distretto di Ih-Tamir
- Distretto di Ôgij nuur
- Distretto di Ôlzijt
- Distretto di Ôndôr-Ulaan
- Distretto di Tariat
- Distretto di Tùvšrùùlėh
- Distretto di Žargalant

Provincia del Bajan-Ôlgij
- Distretto di Altaj
- Distretto di Altancôgc
- Distretto di Bajannuur
- Distretto di Bugat
- Distretto di Bujant
- Distretto di Bulgan
- Distretto di Cagaannuur
- Distretto di Cėngėl
- Distretto di Dėlùùn
- Distretto di Nogoonnuur
- Distretto di Ôlgij
- Distretto di Sagsaj
- Distretto di Tolbo
- Distretto di Ulaanhus

Provincia di Bajanhongor
- Distretto di Baacagaan
- Distretto di Bajan-Ôndôr
- Distretto di Bajan-Ovoo
- Distretto di Bajanbulag
- Distretto di Bajancagaan
- Distretto di Bajangov'
- Distretto di Bajanhongor
- Distretto di Bajanlig
- Distretto di Bogd
- Distretto di Bômbôgôr
- Distretto di Buucagaan
- Distretto di Ėrdėnėcogt
- Distretto di Galuut
- Distretto di Gurvanbulag
- Distretto di Hùrėėmaral
- Distretto di Ôlzijt
- Distretto di Šinėžinst
- Distretto di Zag
- Distretto di Žargalant
- Distretto di Žinst

Provincia di Bulgan
- Distretto di Bajan-Agt
- Distretto di Bajannuur
- Distretto di Bugat
- Distretto di Bulgan
- Distretto di Bùrėghangaj
- Distretto di Dašinčilėn
- Distretto di Gurvanbulag
- Distretto di Hangal
- Distretto di Hišig-Ôndôr
- Distretto di Hutag-Ôndôr
- Distretto di Mogod
- Distretto di Orhon
- Distretto di Rashaant
- Distretto di Sajhan
- Distretto di Sėlėngė
- Distretto di Tėšig

Provincia del Dornod
- Distretto di Bajan-Uul
- Distretto di Bajandun
- Distretto di Bajantùmėn
- Distretto di Bulgan
- Distretto di Cagaan-Ovoo
- Distretto di Chuluunkhoroot
- Distretto di Čojbalsan
- Distretto di Dašbalbar
- Distretto di Gurvanzagal
- Distretto di Halhgol
- Distretto di Hėrlėn
- Distretto di Hôlônbujr
- Distretto di Matad
- Distretto di Sėrgėlėn

Provincia del Dornogov'
- Distretto di Ajrag
- Distretto di Altanširėė
- Distretto di Dalanžargalan
- Distretto di Dėlgėrėh
- Distretto di Ėrdėnė
- Distretto di Hatanbulag
- Distretto di Hôvsgôl
- Distretto di Ihhėt
- Distretto di Mandah
- Distretto di Ôrgôn
- Distretto di Sajhandulaan
- Distretto di Sajnšand
- Distretto di Ulaanbadrah

Provincia del Dundgov'
- Distretto di Adaacag
- Distretto di Bajanžargalan
- Distretto di Cagaandėlgėr
- Distretto di Dėlgėrchangaj
- Distretto di Dėlgėrcogt
- Distretto di Dėrėn
- Distretto di Ėrdėnėdalaj
- Distretto di Gov'-Ugtaal
- Distretto di Gurvansajhan
- Distretto di Huld
- Distretto di Luus
- Distretto di Ôlzijt
- Distretto di Ôndôšil
- Distretto di Sajhan-Ovoo
- Distretto di Sajncagaan

Provincia del Gov'-Altaj
- Distretto di Altaj
- Distretto di Bajan-Uul
- Distretto di Bigėr
- Distretto di Bugat
- Distretto di Čandman'
- Distretto di Cėėl
- Distretto di Cogt
- Distretto di Darvi
- Distretto di Dėlgėr
- Distretto di Ėrdėnė
- Distretto di Esônbulag
- Distretto di Haliun
- Distretto di Hôh mor't
- Distretto di Šarga
- Distretto di Tajšir
- Distretto di Tôgrôg
- Distretto di Tonhil
- Distretto di Žargalan

Provincia del Gov'-Sùmbėr
- Distretto di Bajantal
- Distretto di Šivėėgov'
- Distretto di Sùmbėr

Provincia del Hėntij
- Distretto di Bajan-Adarga
- Distretto di Bajan-Ovoo
- Distretto di Bajanhutag
- Distretto di Bajanmônh
- Distretto di Batnorov
- Distretto di Batširėėt
- Distretto di Bindėr
- Distretto di Cėnhėrmandal
- Distretto di Dadal
- Distretto di Darhan
- Distretto di Dėlgėrhaan
- Distretto di Galšar
- Distretto di Hėrlėn
- Distretto di Môrôn
- Distretto di Norovlin
- Distretto di Ômôndėlgėr
- Distretto di Žargalthaan

Provincia di Hovd
- Distretto di Altaj
- Distretto di Bujant
- Distretto di Bulgan
- Distretto di Čandman'
- Distretto di Cècèg
- Distretto di Darvi
- Distretto di Dôrgôn
- Distretto di Duut
- Distretto di Ėrdėnėbùrėn
- Distretto di Hovd
- Distretto di Manhan
- Distretto di Mjangad
- Distretto di Mônhhajrhan
- Distretto di Môst
- Distretto di Ùenč
- Distretto di Žargalant
- Distretto di Zėrėg

Provincia del Hôvsgôl
- Distretto di Alag-Ėrdėnė
- Distretto di Arbulag
- Distretto di Bajanzùrh
- Distretto di Bùrėntogtoh
- Distretto di Cagaan-Uul
- Distretto di Cagaan-Ùùr
- Distretto di Cagaannuur
- Distretto di Čandman'-Ôndôr
- Distretto di Cėcėrlėg
- Distretto di Ėrdėnėbulgan
- Distretto di Galt
- Distretto di Hanh
- Distretto di Ih-Uul
- Distretto di Rašaant
- Distretto di Rėnčinlhùmbė
- Distretto di Šinė-Idėr
- Distretto di Tarialan
- Distretto di Tômôrbulag
- Distretto di Tosoncėngėl
- Distretto di Tùnėl
- Distretto di Ulaan-Uul
- Distretto di Žargalant

Provincia dell'Ômnôgov'
- Distretto di Bajan-Ovoo
- Distretto di Bajandalaj
- Distretto di Bulgan
- Distretto di Cogt-Ovoo
- Distretto di Cogtcėcij
- Distretto di Gurvan tės
- Distretto di Han hongor
- Distretto di Hanbogd
- Distretto di Hùrmėn
- Distretto di Mandal-Ovoo
- Distretto di Manlaj
- Distretto di Noën
- Distretto di Nomgon
- Distretto di Sėvrėj

Provincia dell'Orhon
- Distretto di Bajan-Ôndôr
- Distretto di Žargalant

Provincia del Ôvôrhangaj
- Distretto di Bajan-Ôndôr
- Distretto di Bajangol
- Distretto di Baruun Bajan-Ulaan
- Distretto di Bat-Ôlzij
- Distretto di Bogd
- Distretto di Bùrd
- Distretto di Esônzùjl
- Distretto di Gučin-Us
- Distretto di Hajrhandulaan
- Distretto di Hužirt
- Distretto di Narijntėėl
- Distretto di Ôlzijt
- Distretto di Sant
- Distretto di Taragt
- Distretto di Tôgrôg
- Distretto di Ujanga
- Distretto di Zùùnbajan-Ulaan

Provincia del Sėlėngė
- Distretto di Altanbulag
- Distretto di Bajangol
- Distretto di Baruunbùrėn
- Distretto di Cagaannuur
- Distretto di Erôô
- Distretto di Hùdėr
- Distretto di Hušaat
- Distretto di Mandal
- Distretto di Orhon
- Distretto di Orhontuul
- Distretto di Šaamar
- Distretto di Sajhan
- Distretto di Sant
- Distretto di Tùšig
- Distretto di Žavhlant
- Distretto di Zùùnbùrėn

Provincia di Sùhbaatar
- Distretto di Asgat
- Distretto di Bajandėlgėr
- Distretto di Baruun-Urt
- Distretto di Dar'ganga
- Distretto di Ėrdėnėtcagaan
- Distretto di Halzan
- Distretto di Mônhhaan
- Distretto di Naran
- Distretto di Ongon
- Distretto di Sùhbaatar
- Distretto di Tùmėncogt
- Distretto di Tùvšinširėė
- Distretto di Uulbajan

Provincia del Tôv
- Distretto di Altanbulag
- Distretto di Argalant
- Distretto di Arhust
- Distretto di Bajan
- Distretto di Bajan-Ônžùùl
- Distretto di Bajancagaan
- Distretto di Bajančandman'
- Distretto di Bajancogt
- Distretto di Bajandėlgėr
- Distretto di Bajanhangaj
- Distretto di Bajanžargalan
- Distretto di Batsùmbėr
- Distretto di Bornuur
- Distretto di Bùrėn
- Distretto di Cėėl
- Distretto di Dėlgėrhaan
- Distretto di Ėrdėnė
- Distretto di Ėrdėnėsant
- Distretto di Lùn
- Distretto di Môngônmor't
- Distretto di Ôndôrširėėt
- Distretto di Sėrgėlėn
- Distretto di Sùmbėr
- Distretto di Ugtaal
- Distretto di Zaamar
- Distretto di Žargalant
- Distretto di Zuunmod

Ulan Bator
- Bagahangaj
- Baganuur
- Bajangol
- Bajanzùrh
- Čingėltėj
- Dùùrėg
- Han Uul
- Horoo
- Nalajh
- Songinohajrhan
- Sùhbaatar

Provincia dell'Uvs
- Distretto di Baruunturuun
- Distretto di Bôhmôrôn
- Distretto di Cagaanhajrhan
- Distretto di Davst
- Distretto di Hjargas
- Distretto di Hovd
- Distretto di Malčin
- Distretto di Naranbulag
- Distretto di Ôlgij
- Distretto di Ômnôgov'
- Distretto di Ôndôrhangaj
- Distretto di Sagil
- Distretto di Tarialan
- Distretto di Tės
- Distretto di Tùrgėn
- Distretto di Zavhan
- Distretto di Zùùngov'
- Distretto di Zùùnhangaj

Provincia del Zavhan
- Distretto di Aldarhaan
- Distretto di Asgat
- Distretto di Bajanhajrhan
- Distretto di Bajantės
- Distretto di Cagaančuluut
- Distretto di Cagaanhajrhan
- Distretto di Cėcėn-Uul
- Distretto di Dôrvôlžin
- Distretto di Ėrdėnė-hajrhan
- Distretto di Idėr
- Distretto di Ih-Uul
- Distretto di Jaruu
- Distretto di Nômrôg
- Distretto di Otgon
- Distretto di Santmargac
- Distretto di Šilùùstėj
- Distretto di Songino
- Distretto di Tėlmėn
- Distretto di Tės
- Distretto di Tosoncėngėl
- Distretto di Tùdėvtėj
- Distretto di Uliastaj
- Distretto di Urgamal
- Distretto di Zavhanmandal